# Henderson (Nevada)
Henderson es una ciudad del condado de Clark, situada en el extremo sur del estado de Nevada, Estados Unidos, en el área metropolitana de Las Vegas. En 2006, la población estaba estimada en 240 614 habs. por el Census Bureau. Actualmente su población se estima en al menos 300 000 habs. y aún sigue creciendo rápidamente. Se encuentra pocos kilómetros al oeste del lago Mead, un lago artificial formado por la presa Hoover sobre el río Colorado.

## Gobierno
La ciudad recibió su carta de la legislatura estatal estableciendo en 1953 un concejo de forma de gobierno. Las personas que gobiernan la ciudad son las siguientes:
- James B. Gibson, alcalde
- Mary Kay Peck, administrador de la ciudad (nombrado)
- Shauna M. Hughes, abogado municipal (nombrado)
- Monica Martínez Simmons, funcionario de la ciudad (nombrado)
- Gerri Schroder, Concejal, Distrito I
- Andy A. Hafen, Concejal, Distrito II
- Jack K. Clark, Concejal, Distrito III
- Steven D. Kirk, Concejal, Distrito IV

## Geografía
Henderson está localizado en las coordenadas 36°2′23″N 114°58′52″O / 36.03972, -114.98111 (36.03972, -114.98111).
Según el Censo de los Estados Unidos, la ciudad tiene un área total de 79.7 millas cuadradas (206.4 km²).
Al 2006, según la ciudad, la ciudad tenía un área de 94.5 millas cuadradas (244.7 km²). 
Las montañas que bordean a Henderson son pendientes inclinadas. La montaña Mccullough Range es la más cercana a la ciudad y está cubierta principalmente por rocas negras debido por una explosión volcánica ocurrida hace millones de años. Estas montañas alcanzaron un rango de 3,800 pies de altura. El paisaje está principalmente compuesto por desiertos con poca agua.

## Puntos de interés
- Acacia Demonstration Gardens
- Art Emporium
- Clark County Museum
- Ethel M Botanical Cactus Gardens
- Ethel M Chocolates Factory
- Galleria at Sunset
- Green Valley Ranch Resort, Spa, and Casino
- The District at Green Valley Ranch
- Fiesta Henderson
- Henderson Bird Viewing Preserve and Water Reclamation Facility
- Henderson Pavilion
- Lake Las Vegas
- Nevada State College
- Sunset Station Hotel and Casino
- Towbin Dodge, Joshua "Chop" Towbin's dealership featured on A&E sitcom King of Cars
- Veteran's Wall
- Wildhorse Golf Club
- Black Mountain Recreation Center
- Réplica exacta de la casa de los Simpsons, una vivienda privada (actualmente en venta). Está en el 712 de Red Bark Ln.